# Конрад I фон Дипхолц
Конрад I (V) фон Дипхолц (на немски: Konrad I (V) von Diepholz; † сл. 1302) е господар на Дипхолц.

## Произход
Той е син на господар Йохан I фон Дипхолц († сл. 1265) и съпругата му графиня Хедвиг фон Роден († сл. 1246), дъщеря на граф Хилдеболд II фон Роден-Лимер († ок. 1228) и Хедвиг фон Олденбург-Олденбург († сл. 1250), дъщеря на граф Мориц I фон Олденбург-Олденбург († сл. 1209). Внук е на Куно III фон Дипхолц († 1233) и съпругата му Юта († сл. 1233). Брат е на Рудолф († 1304, женен за Агнес фон Клеве † 1285, и за принцеса Марина Шведска († сл. 1299), на Ото († 1310, приор в Бремен), Готшалк († 1314, домхер в Минден и Оснабрюк), и на Ода († сл. 1326, омъжена за Лудолф VI фон Щайнфурт † 1308), и Елизабет († 1292, монахиня в Обернкирхен).

## Фамилия
Конрад I се жени за графиня Хедвиг фон Ритберг (* пр. 1280; † сл. 1348), дъщеря на граф Конрад I фон Ритберг († 1284/1294) и Ода фон Липе († 1262). Те имат девет деца:
- Хедвиг 'Стара', омъжена на 15 септември 1298 г. за граф Йохан II фон Олденбург († 1314/1316)
- Рудолф III (* ок. 1300; † сл. 1350), женен пр. 28 октомври 1321/20 юни 1322 г. за Юта фон Олденбург-Делменхорст († сл. 1331)
- Хедвиг 'Млада' († сл. 1335), омъжена пр. 14 февруари 1330 г. за граф Хайнрих IV фон Щернберг († сл. 1346), син на Хайнрих III фон Щернберг († 1312/1318)
- Конрад († сл. 1314), домсхоластик в Падерборн (1299 – 1304), домхер в Падерборн (1301), катедрален дякон в Падерборн (1310 – 1314)
- Бурхард († сл. 1309)
- Ото († сл. 1309), свещеник в „Св. Вилехади“ в Бремен
- Хилдеболд († 1333), катедрален кантор в Бремен (1314 – 1328), домхер в Бремен (1317)
- Агнес († сл. 1 август 1337), абатиса в Убервасер в Мюнстер
- Симон († сл. 1320), приор в Щайнфурт